# Taeniandra micrantha
Taeniandra micrantha là một loài thực vật có hoa trong họ Ô rô. Loài này được (Wight) Bremek. miêu tả khoa học đầu tiên năm 1944.